# Gáborjánháza
Gáborjánháza is een plaats (község) en gemeente in het Hongaarse comitaat Zala. Gáborjánháza telt 79 inwoners (2001).